# 第二圣殿时期
第二圣殿时期指的是自公元前530年至公元70年，耶路撒冷的第二圣殿存在的时期。犹太教内几大派别，法利赛人、撒都该人、艾赛尼人和、奋锐党人在这一时期形成。第二圣殿时期以第一次犹太–罗马战争和罗马人摧毁耶路撒冷和第二圣殿告终。 
第二圣殿时期的犹太教可以被看为三大危机塑造的产物，不同群体的犹太人对这三大危机有不同的回应。首先，公元前587/6 年，南国犹大国被巴比伦灭国，犹太人失去了独立国家、君主制度、圣城和第一圣殿，许多人被流放到巴比伦。犹太人因而面临关于上帝本质、权柄、良善的神学危机；巴比伦之囚期间，犹太人和异族共同生活，文化、血缘、宗教仪式都受到冲击。在他们最感到需要支持和指引的时候，缺乏受认可的先知使得犹太人感到没有方向。第二大危机是犹太教被希腊文化渗透，最终引发公元前167年马加比起义。第三大危机是罗马人占领犹地亚。以公元前63年罗马共和国将军 庞培占领犹地亚地区，洗劫耶路撒冷为开端。这一危机包括大希律王被罗马元老院封为“犹太人的王”，和希律王国的建立。

## 第二圣殿的修建

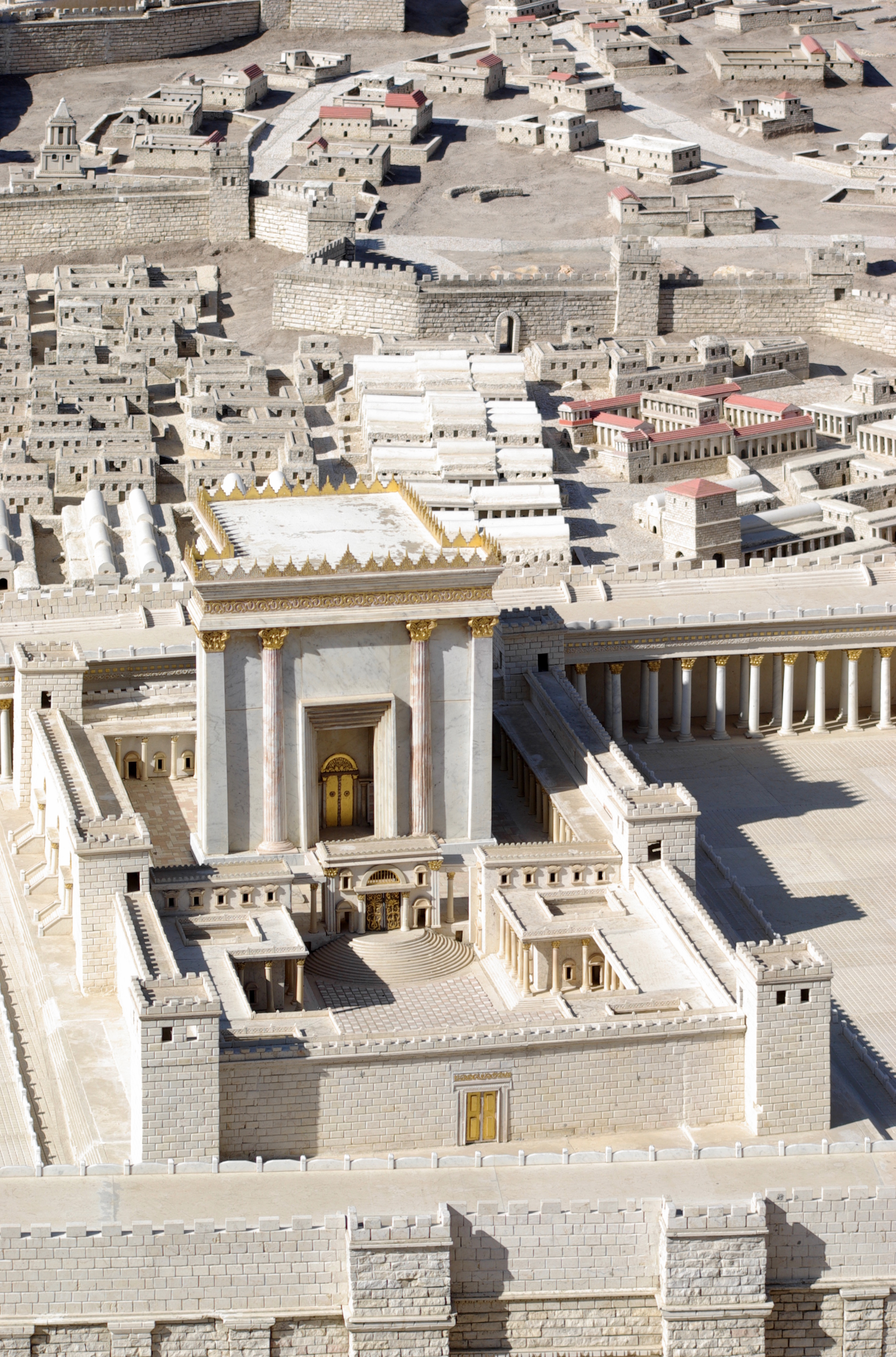
耶路撒冷的第二圣殿模型，以色列国家博物馆，耶路撒冷

建筑的 第二聖殿完成领导下的最后三个犹太先知哈該，撒迦利亚和瑪拉基与波斯批准和筹资。

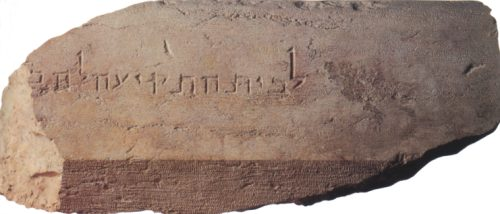
The Trumpeting Place inscription, a stone (2.43x1 m) with Hebrew inscription "To the Trumpeting Place" excavated by Benjamin Mazar at the southern foot of the Temple Mount is believed to be a part of the Second Temple

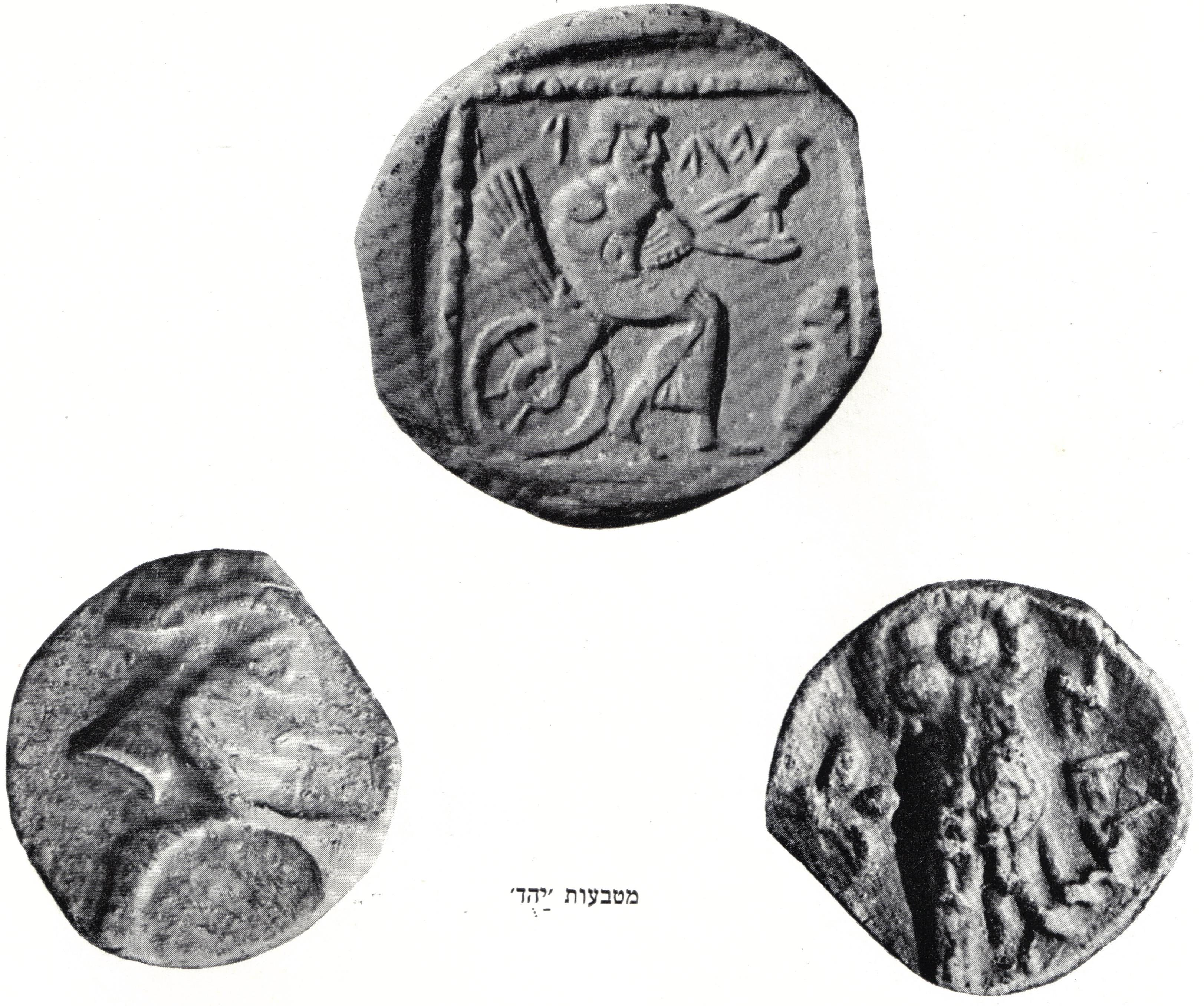
耶户达硬币：波斯帝国时期，在犹太行省铸造的货币。

## 希腊化时期
公元前332年，亚历山大大帝击败波斯帝国。亚历山大去世，帝国被将军们分开后，塞琉古帝国形成。
在这一时期，犹太教思潮受古希腊哲学的影响，特别是 散居在埃及亚历山大的犹太人，最终编译了著名的七十士译本的。犹太哲学家菲洛是倡导犹太教神学和希腊哲学融合的代表人物。

## 哈斯蒙尼王朝
希腊化犹太人和保守犹太人关系的恶化导致塞琉古国王安条克四世发布法令，禁止某些犹太人的宗教仪式和传统。因此，保守派犹太人在哈斯蒙尼家族（也称为马加比家族)的领导下发动起义）。马加比起义成功后，建立了哈斯蒙尼王朝统治的独立的犹地亚王国（165-37 BCE）。哈斯蒙尼王朝因莎乐美·亚历山德拉的两个儿子阿里斯托布魯斯二世和海卡努斯二世爆发内战而解体。想要被政教合一的祭司们统治，不想被国王统治的犹太人向罗马人求助。罗马人干预了犹太人内战，庞培占领了犹地亚和叙利亚。亲帕提亚帝国的兄弟在帕提亚帝国的支持下，夺回王位，直到亲罗马的 大希律王 确立了统治地位。